# Valeriano Pelizzari
Valeriano Pelizzari (Ferrara, 1º novembre 1933) è un ex pattinatore italiano.

## Biografia
Nel 1949 all'età di 16 anni inizia a praticare il pattinaggio a rotelle come atleta della Palestra Ginnastica di Ferrara. Nel 1951 diventa campione regionale nei 500 mt; negli anni successivi partecipò a diverse competizioni nazionali ed internazionali come la classica Roma-Ostia ed il meeting internazionale di Palermo. Raggiunge l'apice quando, il 16 ottobre 1956 a Ferrara utilizzando pattini con ruote di legno, conquista in un colpo solo 8 record mondiali: 20.000 mt, 25.000 mt, 30.000 mt, 10 miglia, 15 miglia, 20 miglia, mezz'ora ed infine il prestigioso record dell'ora percorrendo 33.378,80 mt. Il primo atleta a guadagnare l'ambito premio fu Jesse Carey che, nel 1910 ad Anversa,  terminò con 28.830 mt; successivamente il record passò a Giorgio Venanzi il quale, a Monfalcone, portò la distanza percorsa a 31.410 mt. Si può affermare quindi che Pelizzari sia l'ultimo detentore del record dell'ora in quanto eventuali record successivi sono stati eseguiti con ruote in plastica.